# Аргентино-уругвайские отношения
Аргентино-уругвайские отношения — двусторонние дипломатические отношения между Аргентиной и Уругваем. Протяжённость государственной границы между странами составляет 541 км.

## История
Аргентина и Уругвай были единой частью вице-королевства Рио-де-ла-Плата. Буэнос-Айрес был столицей вице-королевства, а Восточная полоса была провинцией. В течение этого периода Буэнос-Айрес и Монтевидео столкнулись с двумя британскими вторжениями в Рио-де-ла-Плата. Вторжения продолжались с 1806 по 1807 год, в рамках Наполеоновских войн и союза Испании с Францией (Война четвёртой коалиции). Вторжения можно разделить на две основные фазы. Первая началась захватом Буэнос-Айреса британской армией в июне 1806 года и закончилась разгромом англичан 46 дней спустя. Во второй фазе, в феврале 1807 года британские подкрепления овладели Монтевидео, а в июле попытались снова захватить Буэнос-Айрес, но были разбиты и были вынуждены капитулировать. Активное сопротивление местного населения привело к ряду изменений в политической жизни вице-королевства и способствовало росту национального самосознания креолов, были созданы местные военные соединения. Всё это создало предпосылки для Майской революции 1810 года и провозглашению независимости Аргентины 9 июля 1816 года. 
В результате войны за независимость в регионе Рио-де-ла-Платы возникли республики: Аргентина, Уругвай, Парагвай. Объединённые провинции Рио-де-ла-Платы в начале 1820 года фактически распались. Лишь 6 февраля 1826 года Учредительный конгресс в Буэнос-Айресе принял закон о создании их общего правительства, а 24 декабря 1826 года утвердил конституцию Аргентины (так стали называться Объединённые провинции Рио-де-ла-Платы). Уругвай обрёл независимость после аргентино-бразильской войны, закончившейся победой аргентинцев. Во время гражданской войны в Уругвае, Аргентина оказала поддержку Национальной партии, которая потерпела поражение в войне. Обе страны были союзниками во время Парагвайской войны. 
С конца 19-го века страны поддерживают очень тесные экономические, культурные и политические связи. В 1960-х годах был всплеск эмиграции уругвайцев в Аргентину, сегодня насчитывается около 120 000 людей с уругвайскими корнями в этой стране. В 2005 году разгорелся дипломатический спор между Аргентиной и Уругваем, касавшийся строительства последним целлюлозных заводов на реке Уругвай, являющейся границей между двумя странами. Президентами государств во время разрастания спора были Нестор Киршнер (Аргентина) и Табаре Васкес (Уругвай). В ходе конфликта обострились дипломатические, экономические и социальные отношения между обеими сторонами, спор также повлиял на туристические потоки и грузоперевозки, а также на иные двусторонние отношения между этими государствами. Вражда между ними в прессе была названа беспрецедентной, разрушающей исторические и культурные связи. В 2009 году Уругвай отказал Великобритании в праве посадки британских военных самолётов на территории страны во время их полётов на Фолклендские острова, а в 2010 году уругвайцы не пустили в порт Монтевидео британский военный корабль «Глостер».